# Ammonite (filme)
Ammonite é um filme biográfico de drama romântico de 2020 escrito e dirigido por Francis Lee. O filme é vagamente inspirado na vida da paleontóloga britânica Mary Anning, interpretada por Kate Winslet. O filme gira em torno de uma especulativa relação romântica entre Anning e Charlotte Murchison, interpretada por Saoirse Ronan. Gemma Jones, James McArdle, Alec Secăreanu e Fiona Shaw também estrelam.
O filme teve sua estreia mundial no Festival Internacional de Cinema de Toronto em 11 de setembro de 2020. Foi lançado na Austrália em 14 de janeiro de 2021 pela Transmission Films e no Reino Unido em 26 de março de 2021 pela Lionsgate.

## Sinopse
Na década de 1840, a colecionadora de fósseis e paleontóloga Mary Anning vive com sua mãe doente, Molly, que ajuda Mary a administrar uma pequena loja em Lyme Regis, Dorset. Mary passa as primeiras manhãs atravessando a praia na maré baixa em busca de fósseis para sua loja, com pequenas amonóides sendo seu achado mais comum. Quando ela retorna, ela ajuda a mãe a lavar e polir uma coleção de oito estatuetas de animais.
Um dia, o geólogo Roderick Murchison visita a loja de Mary acompanhado de sua esposa, Charlotte. Ele expressa sua admiração pelo trabalho de Mary e se oferece para pagá-la por uma viagem guiada à costa, onde pode aprender com Mary sobre a coleta de fósseis. Embora inicialmente apreensiva, Mary aceita sua oferta. Naquela noite, após o jantar no Three Cups, Roderick trata Charlotte com frieza, afirmando que não é hora de ter outro filho.
Roderick retorna de sua viagem matinal com Mary à costa e encontra Charlotte confinada em sua cama em um estado de depressão. Ele retorna à loja de Mary e revela que Charlotte foi enviada em convalescença para Lyme Regis e a confia aos cuidados de Mary, já que ele partirá para a Europa para uma expedição de seis semanas. Mary concorda com relutância, não querendo deixar passar o dinheiro. Charlotte começa a sair com Mary em suas viagens matinais à praia.
Depois de se banhar no oceano como parte de sua reabilitação, Charlotte adoece com febre alta. Seu médico, Dr. Lieberson, prescreveu repouso na cama e designou Mary para ser enfermeira de cabeceira. Mary visita sua amiga Elizabeth Philpot, de quem ela compra um frasco de pomada para ajudar na recuperação de Charlotte. Mary ignora a oferta de Isabel de passar algum tempo sozinhas juntas. Uma Charlotte recuperada acompanha Mary em mais passeios e tenta ajudar nas tarefas domésticas. Junto com Mary, ela consegue construir uma moldura de espelho feita de búzios. Entristecida por suas próprias tentativas fracassadas de dar à luz uma criança, Charlotte descobre que as estatuetas que Molly limpa todos os dias representam seus oito filhos falecidos.
Dr. Lieberson visita a loja e convida Mary para um recital noturno. Mary aceita, mas insiste em trazer Charlotte, que ela acredita ter se recuperado totalmente. Naquela noite, Charlotte conhece e se mistura com os habitantes da cidade enquanto uma Mary oprimida e ciumenta fuma do lado de fora. Elas assistem a um show de lanternas mágicas definido para violoncelo antes de Mary partir e voltar para casa durante uma tempestade. Charlotte chega logo depois e encontra Mary escrevendo um poema em seu diário de arte.
Usando as pranchas de um barco encalhado, Mary e Charlotte transferem uma grande pedra para a loja. Dentro, elas encontram o fóssil de um ictiossauro semelhante a um que Mary encontrou aos 11 anos e enviou ao Museu Britânico. Enquanto limpam as ferramentas de Mary para se preparar para dormir, Charlotte beija Mary e elas fazem sexo oral. O relacionamento delas floresce enquanto elas nadam alegremente no oceano e compartilham suas refeições juntas. Logo chega uma carta de Roderick, instruindo Charlotte a voltar para casa em Londres. Atormentadas, Charlotte e Mary fazem sexo apaixonado na noite anterior à partida de Charlotte. Algum tempo depois, Molly sofre uma queda em sua casa e morre logo em seguida. Elizabeth visita a agora deprimida Mary e expressa suas condolências. Ela encoraja Mary a não abandonar seu relacionamento com Charlotte, como Mary fez com seu próprio relacionamento romântico após a perda do pai de Mary.
Mary recebe uma carta de Charlotte pedindo-lhe para fazer uma viagem para Londres. Ao chegar à casa de Murchison, Mary vê um de seus grandes fósseis de amonóide exposto em um gabinete de vidro. Charlotte leva Mary para cima, onde ela mostra a Mary um quarto totalmente mobiliado para Mary se mudar. Perturbada, Mary exige saber por que isso não foi mencionado na carta de Charlotte. Ela sai após acusar Charlotte de não respeitar sua vida, afirmando que ela não se tornará um ornamento para Charlotte exibir em uma "gaiola dourada".
No museu, Mary percorre os corredores de pinturas e esculturas. Ela encontra a caixa de exposição contendo seu ictiossauro original, mas não faz nenhuma menção a ela. Charlotte chega e as duas mulheres olham uma para a outra através do vidro enquanto os outros convidados do museu vêem as exposições ao seu redor deles.

## Elenco
- Kate Winslet como Mary Anning
- Saoirse Ronan como Charlotte Murchison[7]
- Fiona Shaw como Elizabeth Philpot
- Alec Secăreanu como Dr. Lieberson
- James McArdle como Roderick Murchison
- Gemma Jones como Molly Anning
- Claire Rushbrook como Eleanor Butters

## Produção
Em dezembro de 2018, foi anunciado que Kate Winslet e Saoirse Ronan seriam as protagonistas do filme, com Francis Lee dirigindo o roteiro que ele escreveu. Iain Canning, Fodhla Cronin O'Reilly e Emile Sherman atuam como produtores da See-Saw Films, da BBC Films e do British Film Institute. Em março de 2019, Fiona Shaw anunciou seu papel em Ammonite. Em maio de 2019, foi anunciado que Alec Secareanu, James McArdle e Gemma Jones integrariam o elenco.

### Filmagens
A fotografia principal começou em 11 de março de 2019, em Lyme Regis, Dorset. As cenas foram filmadas cronologicamente para aprofundar a imersão na trajetória psicológica dos personagens. David Tucker, diretor do Lyme Regis Museum, consultou sobre a precisão científica do filme.

## Lançamento
Em fevereiro de 2019, a Lionsgate e a Transmission Films adquiriram os direitos de distribuição do Ammonite no Reino Unido e na Austrália , respectivamente. Em janeiro de 2020, Neon adquiriu os direitos de distribuição do filme nos Estados Unidos e Canadá por $3 milhões. Ammonite teve sua estreia mundial no Festival de Cinema de Cannes daquele ano, antes de seu cancelamento devido à pandemia de COVID-19. Ele também foi selecionado para exibição no Festival de Cinema de Telluride, no Colorado, em setembro daquele ano, antes de seu cancelamento também devido à pandemia.
Ammonite teve sua estreia mundial no Festival Internacional de Cinema de Toronto em 11 de setembro. Winslet foi premiada com o Tribute Actor Award do TIFF .  Ammonite foi ou está programado para ser exibido em vários festivais de cinema, incluindo Deauville, Hamptons, Mill Valley, Newfest, Gant, London, Chicago e Montclair.
Ammonite foi lançado nos cinemas nos Estados Unidos em 13 de novembro. Posteriormente, foi lançado na Austrália em 14 de janeiro de 2021  e no Reino Unido em 26 de março de 2021.

### Recepção
No Rotten Tomatoes, o filme tem uma taxa de aprovação de 66% com base em 181 avaliações, com uma classificação média de 6,6/10. O consenso crítico do site diz: "A química entre Saoirse Ronan e a nunca melhor Kate Winslet ajuda Ammonite a transcender suas armadilhas românticas de época". No Metacritic, o filme tem uma pontuação média ponderada de 73 de 100, com base em 37 resenhas, indicando "críticas geralmente favoráveis".
O The Hollywood Reporter colocou-o em 4º lugar na lista de melhores filmes de 2020. O filme foi colocado na 27ª posição na lista dos 50 melhores filmes da Indiewire e na 43ª posição na lista da Esquire. Ammonite também apareceu na lista de final de ano dos melhores filmes de 2020 do RogerEbert.com.

### Precisão histórica
Não há evidências quanto à sexualidade de Anning na vida real, e a precisão histórica do filme foi questionada. Dois parentes distantes de Anning foram relatados como tendo pontos de vista diferentes sobre a decisão de retratá-la como lésbica, com Lorraine Anning apoiando o filme, mas Barbara Anning criticando a escolha.
Lee defendeu sua decisão, dizendo em uma série de tweets: "Depois de ver a história queer ser rotineiramente 'endireitada' em toda a cultura, e dada uma figura histórica onde não há nenhuma evidência de um relacionamento heterossexual, não é permitido ver essa pessoa dentro de outro contexto? Será que esses redatores de jornais teriam sentido a necessidade de fazer citações desinformadas de especialistas autoproclamados se a sexualidade do personagem fosse considerada heterossexual?" Alguns comentários também criticaram a escolha. Um artigo no The Guardian dizia: "Ninguém sabe se Mary Anning teve amantes. Mas o que um novo filme acerta é o papel vital que as mulheres desempenharam em sua vida".

## Accolades
| Prêmio                                                                  | Data da cerimônia       | Categoria                                                                                   | Destinatário(s)                       | Resultado    | Ref.          |
| ----------------------------------------------------------------------- | ----------------------- | ------------------------------------------------------------------------------------------- | ------------------------------------- | ------------ | ------------- |
| AACTA International Awards                                              | 6 de março de 2021      | Melhor atriz coadjuvante                                                                    | Saoirse Ronan                         | Indicado     | [ 45 ]        |
| ASCAP Film and Television Music Awards                                  | 17 de maio de 2021      | Trilha sonora do ano                                                                        | Volker Bertelmann                     | Pendente     | [ 46 ]        |
| British Academy Film Awards                                             | 11 de abril de 2021     | BAFTA de melhor figurino                                                                    | Michael O'Connor                      | Pendente     | [ 47 ]        |
| British Independent Film Awards                                         | 18 de fevereiro de 2021 | Melhor Figurino                                                                             | Michael O'Connor                      | Indicado     | [ 48 ]        |
| British Independent Film Awards                                         | 18 de fevereiro de 2021 | Melhor Maquiagem e Design de Cabelo                                                         | Ivana Primorac                        | Indicado     | [ 48 ]        |
| Casting Society of America Awards                                       | 15 de abril de 2021     | Prêmio Artios por Conquista de Destaque em Elenco - Estúdio ou Filme Independente (Comédia) | Fiona Weir                            | Pendente     | [ 49 ]        |
| Dorian Awards                                                           | 18 de abril de 2021     | Melhor Filme LGBTQ                                                                          | Ammonite                              | Pendente     | [ 50 ]        |
| GLAAD Media Award                                                       | 8 de abril de 2021      | Prêmio GLAAD de mídia para filme de destaque - lançamento limitado                          | Ammonite                              | Indicado     | [ 51 ] [ 52 ] |
| Hollywood Music in Media Awards                                         | 27 de janeiro de 2021   | Melhor trilha sonora original em um filme independente                                      | Dustin O’Halloran e Volker Bertelmann | Indicado     | [ 53 ] [ 54 ] |
| London Film Critics' Circle                                             | 7 de fevereiro de 2021  | Realização técnica (cinematografia)                                                         | Stéphane Fontaine                     | Indicado     | [ 55 ]        |
| North Dakota Film Society Awards                                        | 15 de janeiro de 2021   | Melhor Atriz                                                                                | Kate Winslet                          | Indicado     | [ 56 ] [ 57 ] |
| North Dakota Film Society Awards                                        | 15 de janeiro de 2021   | Melhor Atriz Coadjuvante                                                                    | Saoirse Ronan                         | Indicado     | [ 56 ] [ 57 ] |
| North Dakota Film Society Awards                                        | 15 de janeiro de 2021   | Melhor Trilha Sonora Original                                                               | Dustin O’Halloran e Volker Bertelmann | Indicado     | [ 56 ] [ 57 ] |
| Online Association of Female Film Critics                               | 1 de março de 2021      | Melhor Cinematografia                                                                       | Stéphane Fontaine                     | Indicado     | [ 58 ] [ 59 ] |
| Festival Internacional de Cinema de São Francisco                       | 18 de dezembro de 2020  | Prêmio SFFILM Sloan de Ciência no Cinema                                                    | Ammonite                              | Venceu       | [ 60 ]        |
| Prêmios Satellite                                                       | 15 de fevereiro de 2021 | Melhor Atriz em Filme - Drama                                                               | Kate Winslet                          | Indicado     | [ 61 ]        |
| Seville International FIlm Festival                                     | 14 de novembro de 2020  | Golden Giraldillo                                                                           | Ammonite                              | Indicado     | [ 62 ]        |
| The International Film Festival of the Art of Cinematography Camerimage | 21 de novembro de 2020  | Golden Frog                                                                                 | Ammonite                              | Indicado     | [ 63 ]        |
| Women Film Critics Circle Awards                                        | 8 de março de 2021      | Melhor filme sobre mulheres                                                                 | Ammonite                              | Vice-campeão | [ 64 ]        |
| Women Film Critics Circle Awards                                        | 8 de março de 2021      | Melhor Casal de Tela                                                                        | Kate Winslet e Saoirse Ronan          | Venceu       | [ 64 ]        |
| Women Film Critics Circle Awards                                        | 8 de março de 2021      | O segredo mais bem guardado - joias desafiadoras esquecidas                                 | Ammonite                              | Venceu       | [ 64 ]        |